# Bataille de Baga (2015)
Pour les articles homonymes, voir Bataille de Baga.
Insurrection de Boko Haram
La deuxième bataille de Baga a lieu pendant l'insurrection de Boko Haram. Le 3 janvier 2015, Boko Haram prend la base militaire de Baga. L'attaque de la ville et des villages alentour s'accompagne, dans les jours qui suivent, d'un massacre de centaines de civils.

## Historique
La base militaire de Baga est située au bord du lac Tchad, entre les villes de Baga et de Kukawa. Depuis 1998, une force réunissant des troupes nigérianes, nigériennes et tchadiennes est présente dans cette base. Son objectif initial est d'abord de combattre le trafic d'armes et le terrorisme dans la région, avec le début de la rébellion islamiste en 2009 elle commence à s'opposer à Boko Haram. En 2014, elle devient le quartier-général de la Force multinationale mixte (MNJTF, Multinational Joint Task Force), mais malgré l'avancée des djihadistes au nord de l'État de Borno, le Nigeria refuse de transférer son quartier-général hors de Baga.
Début 2015, Baga est alors la dernière ville du nord de l'État de Borno encore aux mains des forces gouvernementales mais elle est isolée et encerclée par les forces djihadistes. De plus, seules les troupes du Nigeria sont encore présentes car en novembre 2014, le Niger et le Tchad ont décidé de retirer leurs contingents, estimant que la zone était devenue trop dangereuse,,.

## Déroulement
Le 3 janvier 2015, à 5 heures du matin, les forces de Boko Haram lancent l'assaut sur la caserne de la MNJTF, à l'ouest de Baga. Plusieurs centaines de combattants, montés sur des motos, des pick-ups et un blindé de transport de troupe, attaque la base de la MJTF. L'attaque est lancée depuis plusieurs directions, avec des engins explosifs improvisés, des RPG et des armes légères. Les soldats nigérians de la MNJTF, renforcés de miliciens de la Civilian Joint Task Force, résistent plusieurs heures mais les troupes nigérianes, à court de munitions, finissent par abandonner la caserne. De nombreux fuyards sont tués par les islamistes, en même temps que des civils.
La ville de Baga elle-même est attaquée à partir de 5 h 45. Un premier assaut sur la ville de Baga même est repoussé par des soldats nigérians, des miliciens de la Civilian Joint Task Force et les habitants de la ville, armés pour certains de simples machettes. Un nouvel assaut est lancé par la secte islamiste avec 200 à 300 combattants montés sur une vingtaine de pick-ups. Les défenseurs, moins nombreux et moins bien armés, sont mis en déroute.
Après la défaite des soldats nigérians, les djihadistes lancent des attaques sur plusieurs villes et villages des environs. Ils saccagent d'abord Baga, puis les localités de Kuayen Kuros, Mile 3, Mile 4, Doron-Baga et Bundaram sont pillées à leur tour et des centaines de maisons sont incendiées. Enfin, les djihadistes ravagent la ville de Babban Gida, située à 50 kilomètres de Damaturu.
Des centaines d'habitants fuient par bateau sur le lac Tchad. Plusieurs civils sont tués, dont des femmes et des enfants, mais leur nombre n'est pas connu.

## Conséquences
Aucun bilan humain n'est initialement communiqué par les autorités nigérianes après le combat. D'après l'agence Xinhua, les forces nigérianes déplorent plusieurs dizaines de morts selon des « médias locaux, citant des sources de sécurité de haut rang ». Finalement dans un communiqué publié le soir du 10 janvier, l'armée nigériane affirme que 14 soldats ont été tués et 30 autres blessés dans l'attaque de la caserne. D'après les médias nigérians, l'armée a perdu plusieurs blindés, douze pick-ups, trois lance-roquettes, une douzaine de mitrailleuses et une grande quantité de munitions. Le général Enitan Ransome-Kuti (en) est démis de ses fonctions à la suite de l'attaque.
Dans les jours qui suivent, Boko Haram ravage totalement Baga et ses environs. Les djihadistes incendient totalement seize villes et villages des rives du lac Tchad, dont Baga. Plus de 3 000 civils s'enfuient au Tchad et 20 000 trouvent refuge à Maiduguri. Selon Amnesty International les massacres commis par Boko Haram dans les jours qui ont suivi la prise de Baga font de plusieurs centaines à peut-être 2 000 morts